# Захарій Святополк-Четвертинський
Захарій Святополк-Четвертинський (? — бл. 15 серпня 1649, під Зборовом) — військовик, урядник Речі Посполитої руського (українського) походження.

## Життєпис
Син луцького підсудка Григорія та його дружини Маріанни Вкринської, дідич Старої Четвертні, представник роду руських князів, що виводиться від київського князя Святополка Ізяславича.
Уперше згаданий у збережених документах за 1626 рік: під командуванням Стефана Хмелецького воював проти татар у битві біля Білої Церкви. 1629 року бився проти них під Коденицею (Kodenica), Підгайцями, Доброводами; воював протягом наступних років.
Брав участь: 1630 року в придушенні повстання Тараса Трясила під командуванням Станіслава Конєцпольського, певну роль відіграв в укладенні Переяславської угоди 1630; 1633 битви з турками під Сасовим Рогом, Панівцями. Потім став реєстровим козаком (пол. J. K. M. Wojsko Ukrainne), брав участь у битві з повстанцями Павлюка, облозі Боровиці після Кумейківської битви, в 1638 році проти Якова Острянина, Дмитра Гуні, у Жовнинській битві. У 1644 році під Охматовом був легко поранений у битві проти татар Тугай-бея.
Вільний від битв час присвячував господарству, кільком майновим процесам в судах з сусідами, родиною, релігійним, політичним справам. Противник Берестейської унії з РКЦ, підтримував неуніятів. У заповіті Петра Могили згаданий як один з найвірніших синів східного обряду, отримав запис, похвалу. В 1647 разом з батьком підписав вибір Київським митрополитом Сильвестра Косова.
У 1629—1630 роках — збирач податків Волинського воєводства, з 1638 року староста ратиборський, в 1643, за сприяння канцлера Альбрехта Радзивілла — луцький підсудок. Хотів стати луцьким суддею, що в 1645 році не вдалось; через це кілька років поспіль на луцьких сеймиках чинив авантюри (часом криваві). Підписав вибори королів як посол Волинського воєводства: 1632 — Владислава IV, 1648 — Яна II.
Один з довірених Адама Кисіля під час Хмельниччини, на початку 1649 року як один з комісарів РП їздив до Чигирина — резиденції Б. Хмельницького — повідомити про прибуття (мав таємні місії), через що непосвяченими в таємницю був звинувачений в зраді інтересів Речі Посполитої. Перебував у обложеному козаками Збаражі, бився під Зборовом, де помер від отриманих 15 серпня ран.

## Сім'я
Дружина — Регіна Хреницька (донька Михайла); діти: три доньки, сини
- Андрій
- Єронім
- Григорій[8] — православний Митрополит Київський, Галицький і всієї Русі Гедеон (Святополк-Четвертинський)[9].